# Arteria renalis
Die Arteria renalis (lateinisch) oder Nierenarterie geht im Bereich des 1. und 2. Lendenwirbels beidseits aus der Hauptschlagader (Aorta) ab. Man unterscheidet entsprechend eine Arteria renalis sinistra (linke Nierenarterie) und eine Arteria renalis dextra (rechte Nierenarterie). Die linke Arteria renalis zieht hinter der Bauchspeicheldrüse (dem Pankreas) zur linken Niere, die rechte Nierenarterie verläuft hinter der unteren Hohlvene (Vena cava inferior) zum Hilum der rechten Niere.
Die Arteria renalis gibt beidseits die Arteria suprarenalis inferior ab, die an der arteriellen Versorgung der Nebenniere beteiligt ist. Sie teilt sich dann in den Ramus anterior und posterior, den vorderen und hinteren Ast, auf, wobei der Ramus anterior vier Segmentarterien bildet, der Ramus posterior eine Segmentarterie. 
Die entsprechende Begleitvene heißt Vena renalis (Nierenvene) und mündet in die Vena cava inferior.

## Variationen
Es treten verschiedene Normvarianten auf:    
- In 10 % der Fälle gibt es nicht eine Arteria renalis, sondern zwei akzessorische (zusätzliche) Arteriae renales.
- Zu 13 % entspringt der Arteria renalis eine superiore Polarterie, die den oberen Anteil der Niere versorgt.[2]